# Caius Asinius Pollio
Caius Asinius Pollio (Teate Marrucinorum, ma Chieti, Kr. e. 76. – Róma, Kr. u. 5) római író, katonatiszt, politikus.
Előkelő vidéki családban született, apja a szövetségesháború idején volt hadvezér. Rómában tanult. Kr. e. 56 táján kezdte meg irodalmi és közéleti tevékenységét, csatlakozva Catullus irodalmi köréhez. Kr. e. 54-ben sikertelenül emelt vádat az ifjabb Cato ellen. Noha meggyőződéses republikánus volt, Iulius Caesarhoz csatlakozott, és a pharszaloszi csatában a tisztjeként szolgált. Később követte a dictatort a pompeianus ellenzék elleni harcban, végül Hispania Ulterior helytartója lett. Ilyen minőségben érte Caesar meggyilkolásának híre Kr. e. 44-ben.
Eleinte Munatius Plancushoz és Aemilius Lepidushoz hasonlóan várakozó álláspontra helyezkedett, majd Kr. e. 43 folyamán Marcus Antonius mellé állt, aki először Gallia Transpadana (Gallia Cisalpina Pótól északra fekvő része) élére nevezte ki, hogy intézkedjen a veteránok letelepítéséről. Ekkor mentette meg Vergilius birtokát. A perusiai háború idején a lázadó Fulvia Antoniát és Lucius Antoniust nem támogatta fegyveresen, de hadait felkészítette Antonius fogadására. Ezek végül nem kerültek bevetésre a triumvirek brundisiumi kiegyezése miatt, amit Pollio is támogatott.
Kr. e. 40-ben Pollio elfoglalhatta a három évvel korábban neki ígért consuli széket. Vergilius ekkor írta hozzá híres eclogáját. A következő évben Macedonia provincia procunsuli rangú helytartója lett, és legyőzte az illír parthinokat. Győzelméért Kr. e. 39. október 25-én triumphust tarthatott. Ezután visszavonult a közélettől, és haláláig az irodalomnak szentelte életét. Neves szónoknak és történetírónak számított, a Kr. e. 60-tól kezdődő időszakot dolgozta fel mára elveszett munkájában. Kapcsolatban állt Helvius Cinnával és Horatiusszal. Egyik fő pártfogója volt a fiatal Vergiliusnak és Tinganész görög történetírónak is. Ő volt Róma első nyilvános könyvtárának a megalapítója Libertas templomában. Mint kritikus híres volt éles ítéletéről.